# Eutheiaplusia
Eutheiaplusia là một chi bướm đêm thuộc họ Noctuidae.